# Thrasychirus gulosus
Thrasychirus gulosus is een hooiwagen uit de familie Neopilionidae.